# Gemeinschaftsschule Schaumberg Theley
Die Gemeinschaftsschule Schaumberg Theley ist eine Gemeinschaftsschule in Theley, einem Ortsteil der Gemeinde Tholey im Landkreis St. Wendel im nördlichen Saarland.
Ihren Namen hat die Gemeinschaftsschule ihrer Lage direkt am Fuße des Schaumbergs zu verdanken. Sie liegt in der Trägerschaft des Landkreises St. Wendel.